# Today the Sun's on Us
Today the Sun's on Us è un singolo del 2007 della cantante pop britannica Sophie Ellis-Bextor. È il terzo singolo estratto da Trip the Light Fantastic, il terzo album della cantante.
La canzone è stata scritta dalla Ellis-Bextor insieme a Steve Robson e Nina Woodford e prodotta da Jeremy Wheatley e Brio Taliaferro.
Il video, diretto da Sophie Muller (che ha diretto anche Murder On The Dancefloor e Catch You) è stato girato in Islanda. La storyline ricorda quella di Bonnie e Clyde.

## Formati
CD Singolo
1. Today the Sun's on Us
2. Duel

Club Promo
1. Richmann Remix – 6:38
2. Richmann Radio Edit – 4:10
3. Radio Edit – 3:45

## Classifiche
| Classifica  | Posizione |
| ----------- | --------- |
| Regno Unito | 64        |